# فاديم بيتروف
فاديم بيتروف (بالتشيكية: Vadim Petrov)‏ ‏(24 مايو 1932 - 7 ديسمبر 2020) ملحن تشيكي من أصل روسي، كان عازف بيانو وملحنًا للموسيقى الكلاسيكية والشعبية، اشتهر من خلال الموسيقى التصويرية لمسلسل الرسوم المتحركة «كرتيك»، حيث كان مسؤولا عنه منذ العام 1974 فصاعدا.

## روابط خارجية
- فاديم بيتروف على موقع IMDb (الإنجليزية)
- فاديم بيتروف على موقع ميوزك برينز (الإنجليزية)
- فاديم بيتروف على موقع ديسكوغز (الإنجليزية)
- فاديم بيتروف على موقع قاعدة بيانات الفيلم (الإنجليزية)
- فاديم بيتروف على موقع كينوبويسك (الروسية)
- البروفيسور فاديم بيتروف باللغة التشيكية - الصفحة الرسمية